# Alloteratura kuehnelti
Alloteratura kuehnelti är en insektsart som beskrevs av Sänger och Brigitte Helfert 1996. Alloteratura kuehnelti ingår i släktet Alloteratura och familjen vårtbitare. Inga underarter finns listade i Catalogue of Life.